# Valmorbia
Valmorbia è una frazione del comune sparso di Vallarsa (Provincia autonoma di Trento) che conta una quarantina di abitanti.

## Geografia fisica

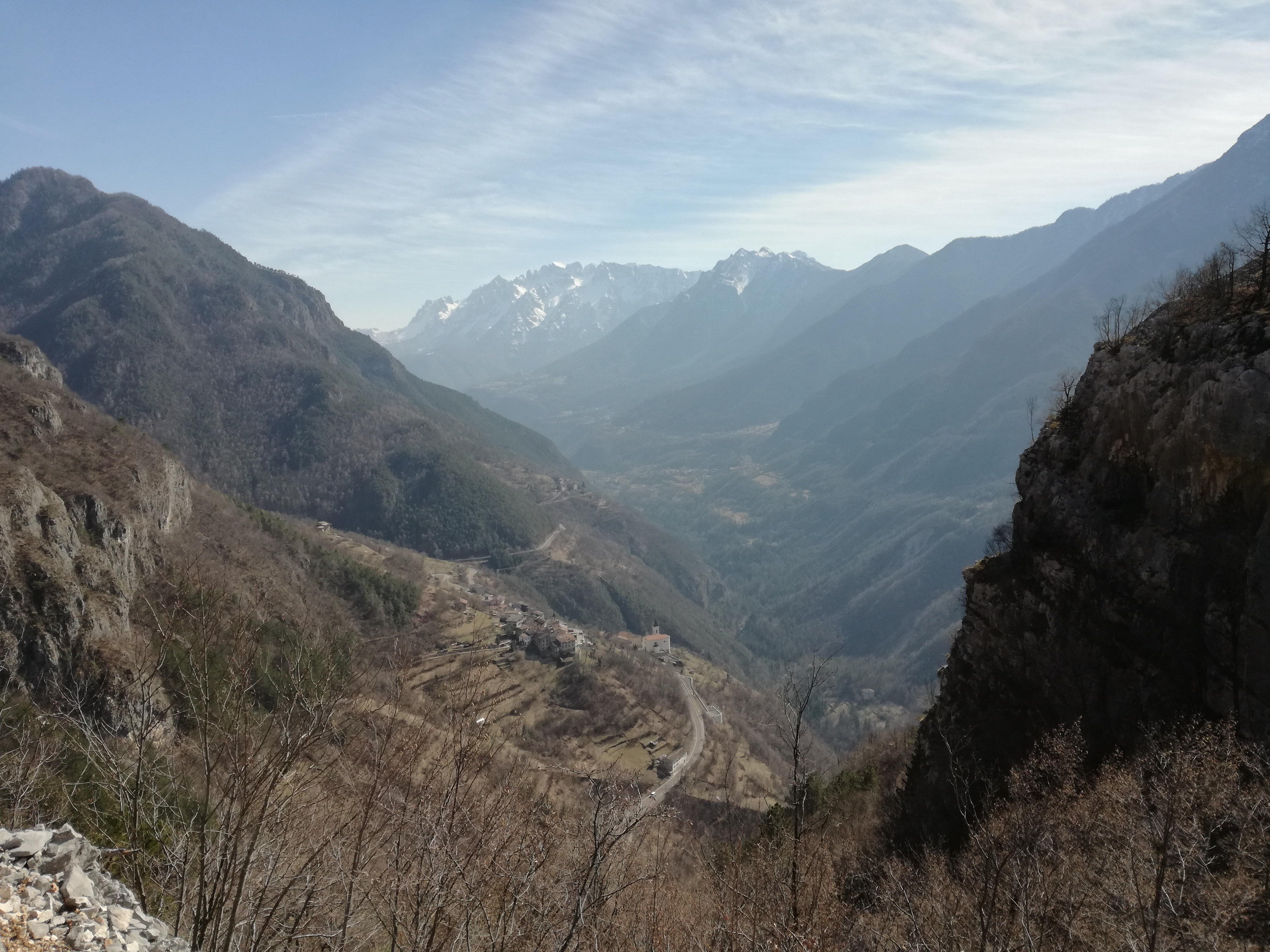
Panorama della Vallarsa da Forte Pozzacchio con Valmorbia e Dosso in primo piano e sullo sfondo le Piccole Dolomiti.

Valmorbia è situata a 645 m s.l.m. sulle pendici del monte Pasubio in Vallarsa. Si sviluppa per la quasi totalità a monte della Strada statale 46 del Pasubio che l'attraversa mentre a valle una ripida riva un tempo completamente coltivata a vite ospita gli orti del paese. Alle spalle delle case a nord-ovest c'è Forte Pozzacchio e a nord est il Monte Corno Battisti. Dall'altra parte della valle, sopra all'abitato di Matassone c'è la vetta del Coni Zugna.
Situata a 11 km da Rovereto e a 6 dal capoluogo comunale Raossi, da Valmorbia parte la strada che porta alla vicina frazione Dosso e all'abitato di Tezze. Dal paese si sviluppa un sentiero che porta al torrente Leno di Vallarsa.

## Monumenti e luoghi di interesse

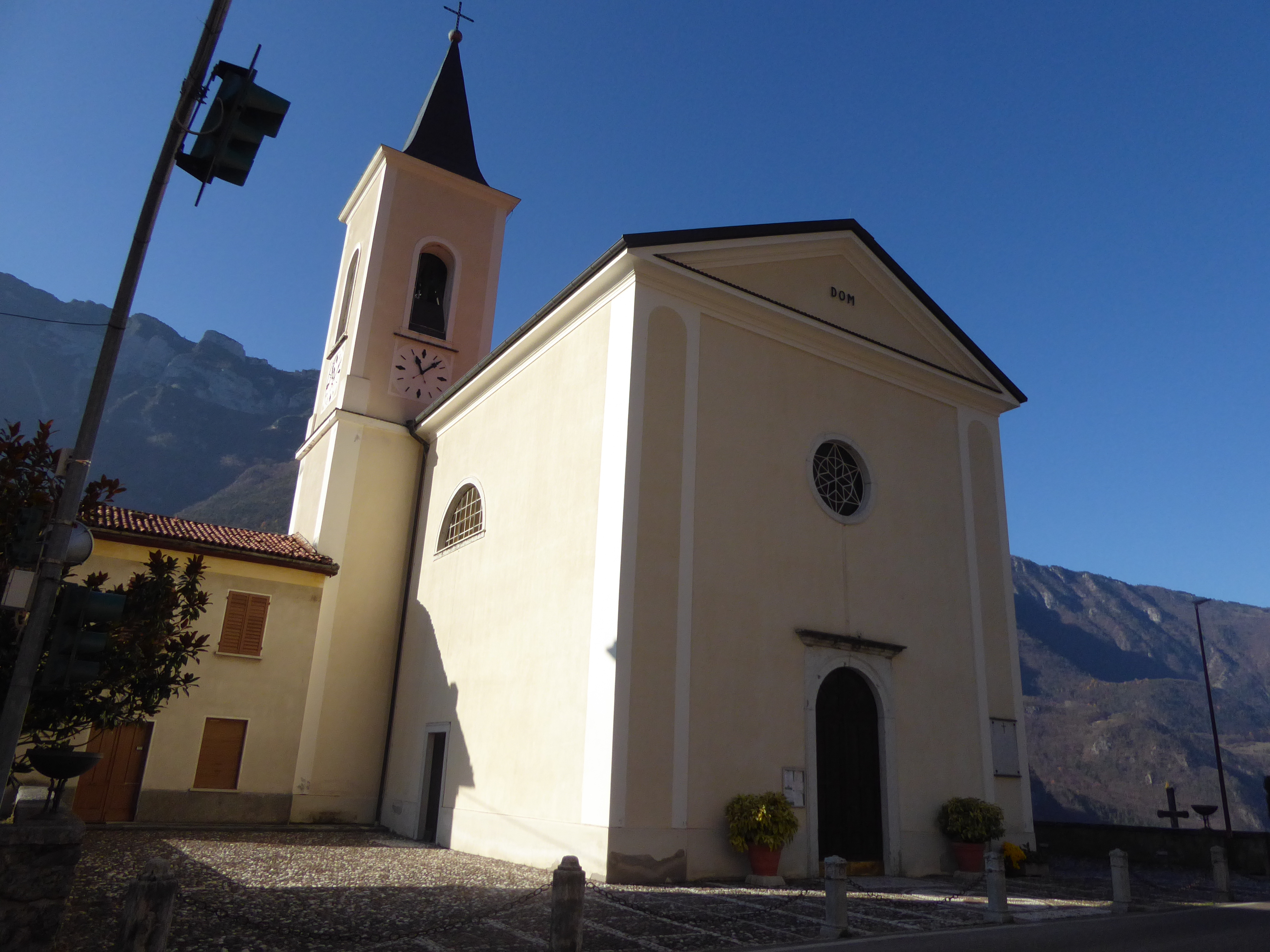
La chiesa della Natività di Maria

- Chiesa della Natività di Maria, costruita nel 1855, consacrata nel 1868 fu eretta curazia nel 1912 e parrocchia nel 1960. L'interno è a unica navata sormontata da una grande cupola, una cupola copre il presbiterio. Vi è una cappella laterale con una statua lignea della Madonna con bambino che viene portata in processione la prima domenica di settembre. Anche sull'abside vi è una statua lignea raffigurante la Maria. Ha un campanile con 4 campane e un orologio del 1928. Distrutta nella Grande Guerra dopo che fu utilizzata come deposito di materiali e incendiata, venne riedificata nel 1921, decorata e vengono affrescate le cupole. Nel 1935 il curato Don Giuseppe Tarter, durante la sua permanenza in paese la affrescò con una Via Crucis e alcune figure bibliche (Maria al tempio, l'Annunciazione, le nozze di Maria e Giuseppe, la Natività). La chiesa è stata restaurata completamente nel 2006.[1] Accanto alla chiesa vi è il cimitero (a nord) e la canonica dove fino al 2005 risiedeva il parroco. Un tempo c'era anche un circolo ricreativo e un piccolo teatro.
- Chiesa del Dosso. Nella vicina frazione Dosso c'è una chiesetta dedicata alla Madonna di Lourdes. La chiesa risale al 1743 e dopo la chiesa di Parrocchia è la più antica della Vallarsa. Viene celebrata la messa in estate e nella festa patronale l'11 febbraio. Ha un campanile con una campana chiamata Maria Dolores.
- Ex Scuola elementare. A monte del paese vi è l'edificio che ospitava fino agli anni settanta la scuola elementare. Di proprietà comunale oggi è sede di una associazione culturale. Sul lato est dell'edificio vi è un affresco realizzato nel 1997 da Vico Calabrò raffigurante la poesia "Valmorbia" di Eugenio Montale.

A Valmorbia è presente un ex caseificio turnario dove fino agli anni novanta veniva conferito il latte dei residenti per produrre latticini. Era gestito da una cooperativa della frazione. In paese fino agli anni ottanta era presente un ufficio postale e una famiglia cooperativa.
In paese vi sono tre capitelli dedicati a Maria, alla Madonna Addolorata e a Cristo Redentore.

### Eventi
Per alcuni anni nel periodo natalizio gli abitanti mettevano in scena un Presepio vivente molto apprezzato.